# Półdiablę weneckie
Półdiablę weneckie – powieść Józefa Ignacego Kraszewskiego, z podtytułem Powieść od Adriatyku, napisana w Dreźnie w 1865. Głównymi bohaterami są: szlachcic polski, Konrad Lipiński oraz jego węgrzynek (sługa) Maciek. Akcja toczy się w  Polsce i we Włoszech, w Wenecji, dokąd Konrad udaje się w celu odszukania swoich korzeni rodzinnych.

## Treść powieści
Zarówno Konrad, jak i Maciek we Włoszech odnajdują swoje wielkie miłości, obaj kochają nieszczęśliwie. Konrad pała uczuciem do pięknej córki kapitana statku, Cazity. Po ślubie zabiera młodą żonę do swojego dworu w Polsce, ponieważ nie wyobraża sobie mieszkania poza ojczyzną. Cazita bardzo źle czuje się w kraju męża, kaprysi, chudnie, a ostatecznie różnymi szantażami emocjonalnymi wymusza na nim powrót do Wenecji. We Włoszech wielka nostalgia doprowadza Konrada do śmierci. Młoda wdowa szybko pociesza się w ramionach bogatego patrycjusza Vittoriniego.
Niezależnie autor rozwija wątek miłości Maćka, służącego Konrada. Kocha się on w córce szewca (polskiego emigranta), pięknej Marietcie. Zanim jednak będzie mógł się z nią związać, przyszły teść każe mu u siebie terminować. Romantyczny chłopak zgadza się na to, pozostaje w Wenecji rezygnując ze służby u Lipnickiego i pracuje ciężko w warsztacie szewskim, podczas gdy ukochana zdradza go, potajemnie spotykając się z patrycjuszem Vittorino, późniejszym mężem Cazity. Sytuacja się komplikuje, ponieważ ojciec Marietty przywiązuje się do Maćka, jak do prawdziwego zięcia, tymczasem Marietta jest cyniczna i niegodna miłości poczciwego Polaka. Chłopak jest bardzo nieszczęśliwy, ponieważ miota się między miłością do kobiety a wielką tęsknotą za Polską. Marietta ma władzę nad Maćkiem i w akcie zemsty namawia go do dokonania zamachu na patrycjusza Vittoriniego, który ma zostać w ten sposób ukarany za odejście od szewcówny i plany małżeńskie z Cazitą. Maciek rani niegroźnie Vittoriniego, po czym musi szukać ratunku w ucieczce. Tragiczne wydarzenia wywołują obłąkanie u szewca.